# Akok Yebekolo
Pour les articles homonymes, voir Akok et Yebekolo.
Akok Yebekolo est un village du Cameroun situé dans la région de l’Est, le département du Haut-Nyong et la commune d'Atok, sur la route qui relie cette localité à Mbama et Ayos.

## Population
En 1966-1967, Akok Yebekolo comptait 72 habitants, principalement des Yebekolo. Lors du recensement de 2005, on y dénombrait 182 personnes.